# Herbert Read
Sir Herbert Read (4. listopadu 1893 Muscoates Anglie – 12. června 1968 Stonegrave Anglie) byl anglický historik umění, básník a filozof. Napsal několik knih o umění, věnoval se zejména moderní tvorbě. Ve svých publikacích kladl důraz na kvalitní vzdělávání v oblasti základního školství. Jako jeden z prvních anglických autorů ve svých pracích reflektoval existencialismus.

## Život
Read se narodil v rodině farmáře. V roce 1912 začal studovat na univerzitě v Leedsu. Za první světové války sloužil jako dělostřelecký důstojník v Belgii a ve Francii. Po válce dostudoval a vstoupil do státní služby jako historik umění. Pracoval mj. ve Victoria and Albert Museum v Londýně, působil i pedagogicky: Profesorem výtvarného umění byl na univerzitách v Edinburghu, Liverpoolu i na Harvardu v USA. V letech 1933–1938 byl redaktorem The Burlington Magazine, časopisu věnujícímu se výtvarnému umění. Psal také poezii, prózu, literárně vědecké studie a politické eseje. Politicky sympatizoval s anarchismem.

## Vybraná díla
- Phases of English Poetry (1928)
- Art Now (1933)
- Art and Industry (1934)
- Anarchy & Order; Poetry & Anarchism (1938)
- Art and Society (1945)
- The True Voice of Feeling: Studies in English Romantic Poetry (1953)
- Collected Poems (1966)
- Annals of Innocence and Experience (1974)